# Нейтральний світлофільтр

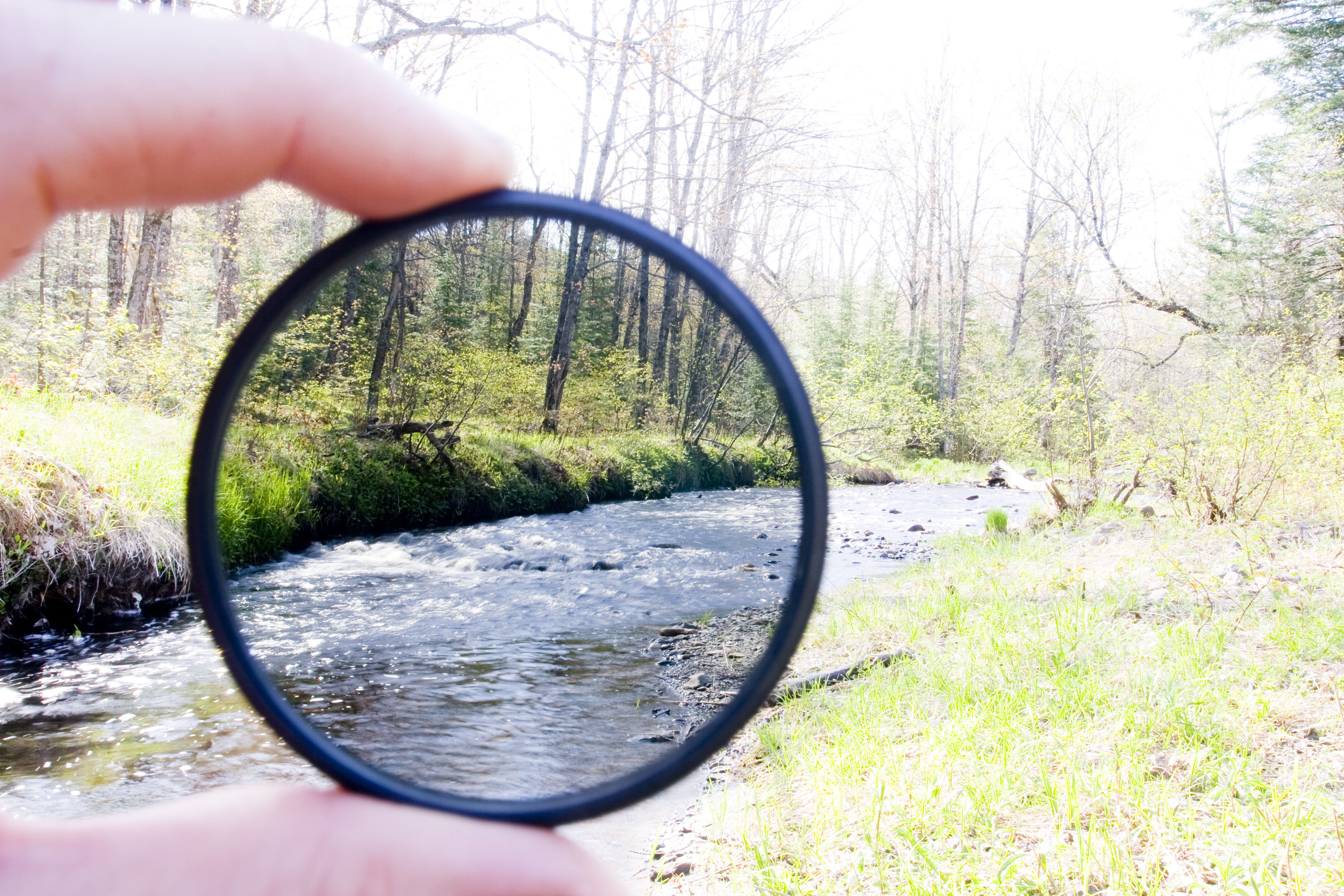
Демонстрація ефекту світлофільтра.

Нейтральний світлофільтр, НД-фільтр (англ. Neutral-density filter, ND filter) — це фільтр, який зменшує або змінює інтенсивність світла всіх довжин хвиль або кольорів однаково, не змінюючи відтінку передачі кольору. Це може бути безбарвний (прозорий) або сірий фільтр і позначається номером 96 Wratten. Метою стандартного світлофільтра є зменшення кількості світла, що потрапляє в об'єктив. Це дозволяє фотографу вибирати комбінації діафрагми, час експозиції та чутливість сенсора, які б інакше створювали пересвітлені зображення. Це робиться для досягнення таких ефектів, як менша глибина різкості чи розмиття руху предмета в більш широкому діапазоні ситуацій та атмосферних умов.
Наприклад, можна хотіти сфотографувати водоспад з повільною швидкістю затвора, щоб створити навмисний ефект розмиття руху. Фотограф може визначити, що для отримання потрібного ефекту необхідна швидкість затвора в десять секунд. У дуже яскравий день може бути стільки світла, що навіть при мінімальній швидкості зйомки та мінімальній діафрагмі десятисекундна швидкість затвора випускатиме занадто багато світла, а фотографія буде переекспонована. У цій ситуації застосування відповідного світлофільтра є еквівалентом зупинки однієї або декількох додаткових зупинок, що дозволяє зменшити швидкість затвора та бажаний ефект розмивання руху.

## Механізм
Для НД-фільтра з оптичною щільністю d, частка оптичної потужності, що передається через фільтр, обчислюється як
{\displaystyle {\text{Пропускна здатність}}\equiv {\frac {I}{I_{0}}}=10^{-d},}
де I - інтенсивність після фільтра, а I0 - інтенсивність падаючого променя.

## Використання

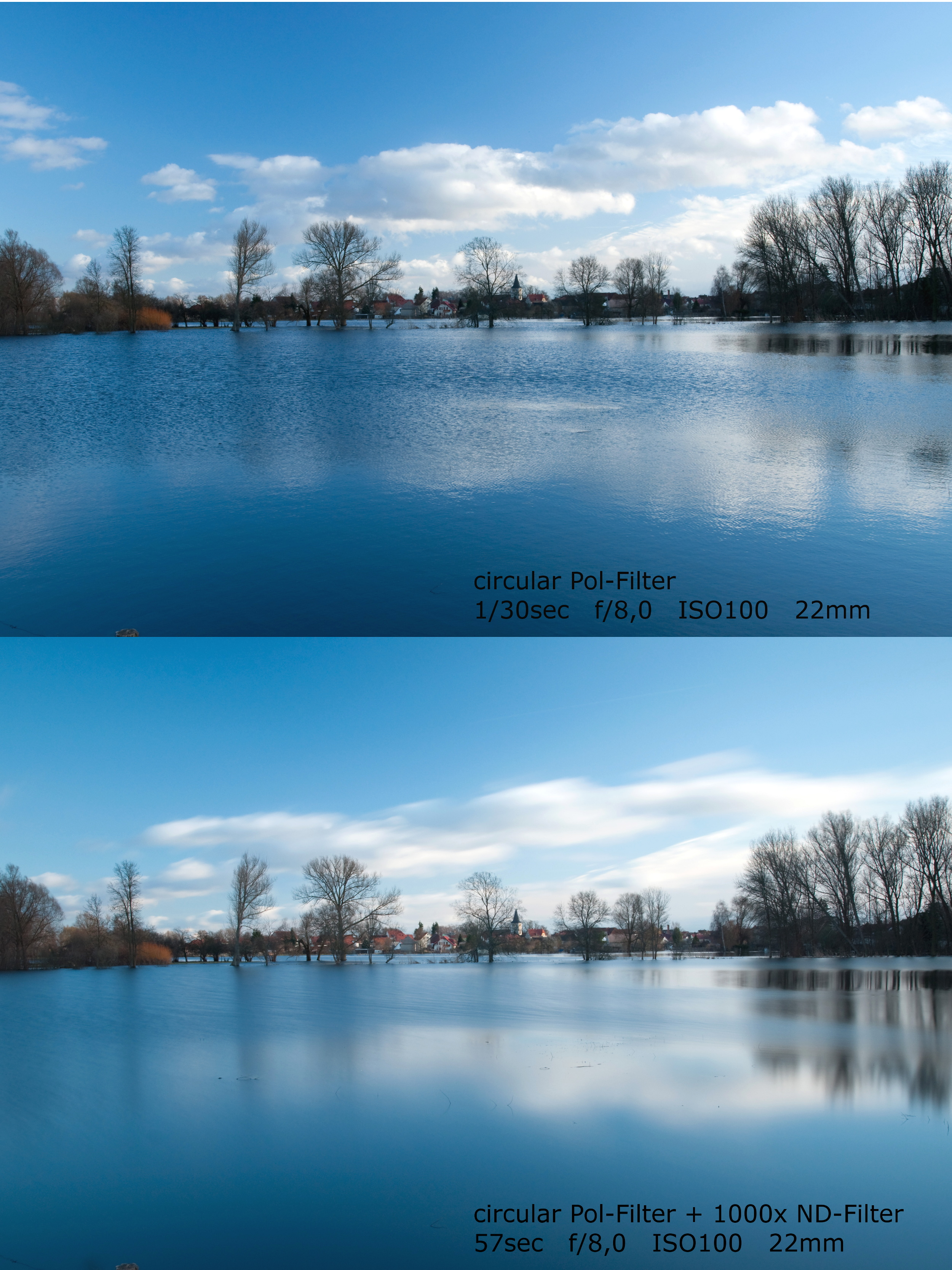
Порівняння двох зображень, які показують результат використання НД-фільтра в пейзажі. Перший використовує лише поляризатор, а другий - поляризатор та фільтр 1000×НД (НД3.0), що дозволило другому фото мати набагато більшу експозицію, згладжуючи будь-який рух.

Використання НД-фільтра дозволяє фотографу використовувати більшу діафрагму, що знаходиться на межі дифракції або нижче, яка змінюється залежно від розміру сенсорного носія (плівкового або цифрового) і для багатьох камер становить від f/8 до f/11, з меншими сенсорними середніми розмірами, які потребують діафрагми більшого розміру, і більш великими, які можуть використовувати менші діафрагми. НД-фільтри також можуть бути використані для зменшення глибини різкості зображення (дозволяючи використовувати більшу діафрагму), якщо в іншому випадку це неможливо через максимальну межу витримки затвора.